# St Valery’s Cross

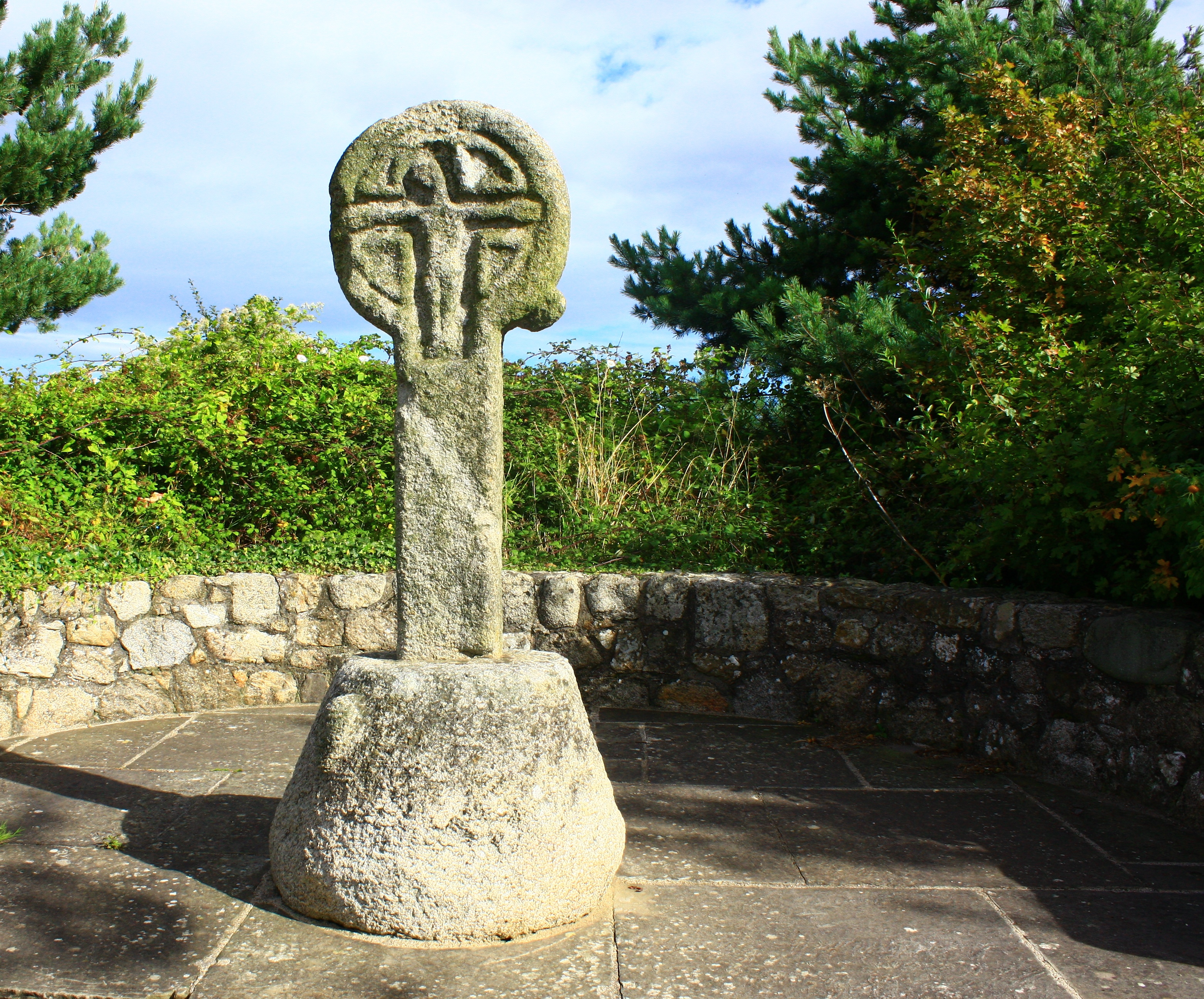
Fassaroe Cross

Das St Valery’s Cross (auch St Valeries Cross oder Fassaroe Cross) ist ein kleines Granitkreuz vom Typ Fassaroe in Irland. Es wurde von einem unbekannten ursprünglichen Standort zu seinem heutigen Standort gebracht, westlich von Bray im äußersten Norden des County Wicklow.
Im Gebiet von Rathdown bei Bray gibt es mehrere unter dem Begriff „Fassaroe-Kreuze“ bekannte Keltenkreuze. Eines ist das von Rathmichael, andere stehen bei Killegar und Shankill. Es ist zu vermuten, dass die Kreuze im 12. Jahrhundert von demselben Steinhauer geschnitzt wurden.
Das höchste ist St. Valery’s Cross von Fassaroe bei Bray, von dem die Gruppe ihren Namen hat. Ein großes diagonales Quarzband durchzieht den Schaft des Kreuzes. Das Keltenkreuz hat einen undurchlochten Ring, ist 1,42 m hoch und 16 cm dick. Die Westansicht zeigt eine grob ausgeführte Kreuzigungsszene, während die Ostansicht zwei rudimentäre menschliche Köpfe zeigt. Weitere Köpfe befinden sich am unteren Rand des Ringes und an der Basis.